# Hyperolius lateralis
Hyperolius lateralis là một loài ếch thuộc họ Hyperoliidae.
Loài này có ở Burundi, Cộng hòa Dân chủ Congo, Kenya, Rwanda, Tanzania, và Uganda.
Môi trường sống tự nhiên của chúng là rừng ẩm vùng đất thấp nhiệt đới hoặc cận nhiệt đới, đầm nước nhiệt đới hoặc cận nhiệt đới, vùng núi ẩm nhiệt đới hoặc cận nhiệt đới, sông ngòi, đầm lầy, và rừng trước đây suy thoái nghiêm trọng.
Chúng hiện đang bị đe dọa vì mất môi trường sống.